# Месть княгини Ольги древлянам
Месть княгини Ольги древлянам — летописная легенда, описывающая событие якобы произошедшее во время правления княгини Ольги и описываемое монахами Киево-Печерского монастыря (предположительно под руководством Нестора) в Повести временных лет.

## Предыстория
После того как в 945 году древляне убили князя Игоря, киевской княгиней стала Ольга, поскольку на момент смерти Игоря их сын Святослав был ещё совсем мал для правления. Став во главе государства, Ольга решила отомстить за смерть мужа и принудить древлян к покорности.

## Четыре мести
В «Повести временных лет» рассказывается о четырёх случаях мести княгиней Ольгой древлянам.

### Первая месть

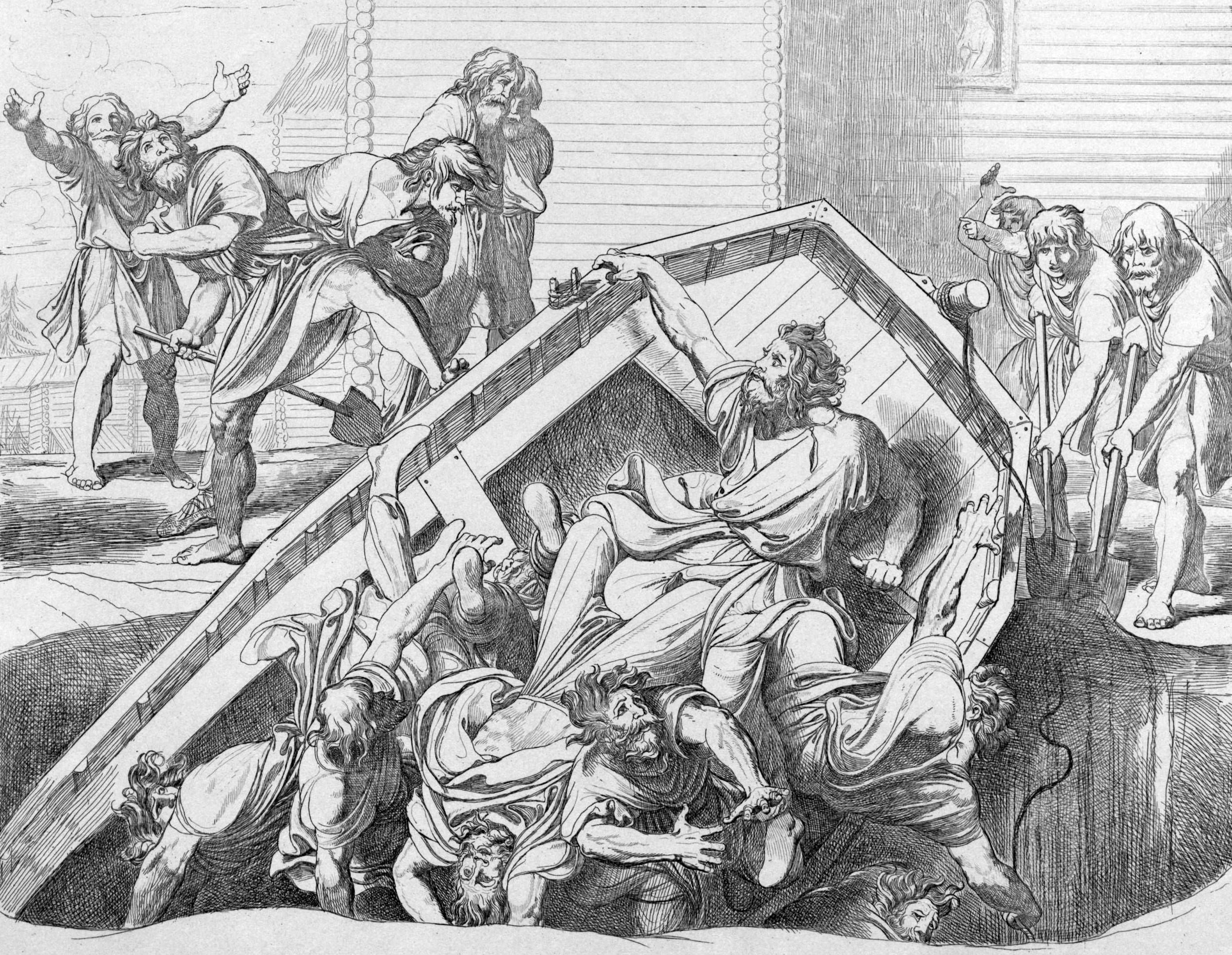
Первая месть Ольги

После убийства Игоря древляне прислали 52 «лучших мужей» к Ольге, решив посватать её к своему князю Малу. Послы приплыли в Киев на лодке по Днепру и пристали под Боричевым (напротив современной Андреевской церкви). Ольга притворно согласилась на предложение древлян, и, якобы для того, чтобы оказать честь послам, приказала своим подданным торжественно нести тех на лодках до её дворца. Тем временем во дворе уже была вырыта яма, в которую, по приказу Ольги, и были сброшены послы. Потом Ольга вышла из дворца и, наклонившись над ямой, спросила: «Хороша ли вам честь?» На что древляне ответили: «Горше нам Игоревой смерти». После этого княгиня приказала закопать их заживо.

### Вторая месть

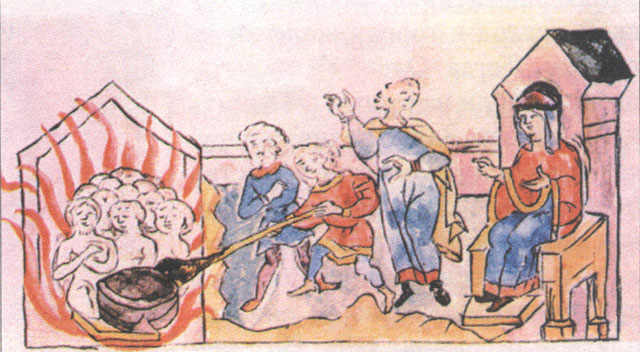
Вторая месть Ольги

После этого Ольга попросила древлян снова прислать ей своих лучших мужей. Древляне откликнулись на её просьбу, отправив в Киев наиболее знатных своих людей — княжеского рода, купцов, бояр. Когда новые послы прибыли к Ольге, она велела сотворить «мовь», то есть истопить для них баню и сказала послам «измывшеся придите ко мне». Затем, дождавшись, пока послы зайдут внутрь, Ольга заперла в «истобъке» древлянских послов, после чего баню подожгли, и древляне сгорели заживо.

### Третья месть

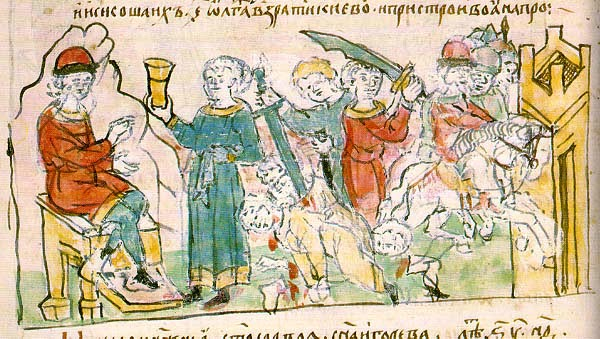
Третья месть Княгини Ольги

Киевское войско было готово к походу на Древлянскую землю. Перед выступлением Ольга обратилась к древлянам со словами: «Се уже иду я к вам, и устройте мне меды многие, иде же убиства мужа моего, и сотворю я над ним тризну». После этого она отправилась в путь с небольшой дружиной. Вблизи города Искоростеня, на могиле мужа, она повелела насыпать огромный курган и совершать тризну. Древляне пили, а Ольгины отроки прислуживали им. Древляне спросили Ольгу: «Где наши сваты, которых мы послали к тебе?» Она ответила, что они идут сюда вместе с киевской дружиной. В языческие времена на поминальном пиру не только пили, но и устраивали соревнования и военные игрища; Ольга решила использовать этот способ для очередной мести. Когда древляне напились, княгиня сначала велела своим отрокам пить за них, а затем приказала убить их.

### Четвёртая месть

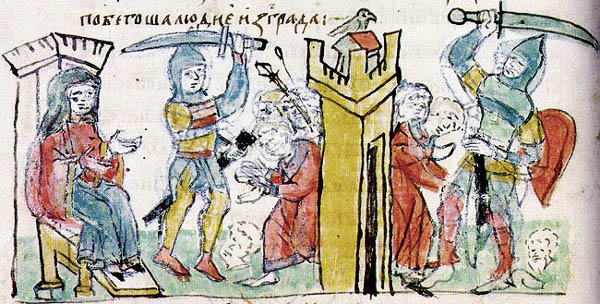
Четвёртая месть Ольги

В 946 году Ольга вышла с войском в поход на древлян. Против киевлян выступило большое древлянское войско. Армия Ольги осадила главный город древлян — Искоростень, жители которого убили Игоря. Однако горожане стойко оборонялись, понимая, что не будет им пощады. Осада длилась целый год, но Ольге так и не удалось взять город. Тогда Ольга отправила послов к древлянам с такими словами: «До чего вы хотите досидеться? Или вы хотите все с голода умереть, не согласившись на дань. Ваши города уже взяты, и люди давно возделывают свои нивы». На что горожане ответили: «Рады бы мы отделаться данью, только ты за мужа погибшего жаждешь отомстить». Ольга сказала так: «Я уже отомстила за мужа своего, когда пришли вы к Киеву, и во второй, и в третий раз тогда, когда совершали тризну мужу моему. Поэтому я не буду мстить далее, лишь хочу взять с вас понемногу дани и, помирившись с вами, пойду обратно». Спросили древляне: «Что же ты желаешь взять у нас? С удовольствием дадим тебе мёда и меха». Она ответила на это так: «Сейчас вы не имеете ни мёда, ни мехов. Мне же надо с вас немного: дайте мне от каждого двора по три голубя и по трое воробьёв. Ибо не хочу я тяжёлой дани накладывать на вас, как муж мой, а своего прошу у вас малого. Ибо утомились вы в осаде, поэтому дайте мне лишь сие малое». Древляне согласились и, собрав с каждого двора требуемое число птиц, с поклоном послали княгине.
В это время Ольга, раздав своим воинам голубей и воробьёв, приказала привязать к каждому трут, а как стемнеет — поджечь его и пустить птиц на волю. Так и сделали. Голуби полетели в свои голубятни, воробьи — под стрехи; в городе начался пожар. Когда жители начали покидать горящий город, Ольга приказала своим воинам ловить их: часть древлян была убита, часть — взята в плен. Позже некоторые пленные были отданы в рабство, а на остальных Ольга наложила тяжёлую дань.

## Анализ текста
У историков и исследователей нет единого мнения, является ли сюжет о мести княгини Ольги древлянам легендарным, или же имеет под собой некую историческую основу.
В слое гибели городища найдены разнообразные бляшки от древнерусских поясов, пояс печенежского стиля, сбруйные бляшки, украшенные в древневенгерской декоративной стилистике, подковообразные фибулы, бляшка в виде морды медведя, круглые подвески с декором в стиле «Борре», крестовидная подвеска. Состав хронологических признаков указывает на время разгрома — середину X века.
Некоторые исследователи (к примеру, Д. С. Лихачёв) считают сюжет о мести княгини Ольги поздней вставкой, сделанной летописцами в первоначальный текст того, что позднее назовут Повестью временных лет. Сам сюжет, по их мнению, основан на фольклорных преданиях, которые получили у исследователей различные условные названия — «народные предания о первых русских князьях-язычниках» (повествующие «о мудрости-хитрости» Вещего Олега, Игоря и Ольги), «пересказом южнорусских сведений об Игоре и его жене псковитянке Ольге», «былины о жестокой мести Ольги». С. Э. Цветков высказал предположение, что сюжет о мести княгини Ольги составлен летописцем из различных текстов разного происхождения и разной временной датировки.
По мнению историка Данилевского, сюжет о сожжении является заимствованным из Ветхого завета.
Историки также проводят параллели с похожими сюжетами, бытовавшими у других народов, в частности, у скандинавов. Так, В. Я. Петрухин сравнивает легенду о княгине Ольге со скандинавскими сказаниями о королеве Сигрид, которая также отвергает претендентов на её руку и мстит настырному жениху, сжигая его живьем в доме. Схожая легенда о сожжении города с помощью птиц излагается Саксоном Грамматиком (XII век) в его компиляции устных датских преданий о походе легендарного конунга Хаддинга на царя Геллеспонта Хандвана, а также скальдом Снорри Стурлусоном в его рассказе о взятии Харольдом Суровым некоего города на Сицилии:

Он осадил город, потому что там были настолько прочные стены, что он и не помышлял о том, чтобы проломить их. У горожан было довольно продовольствия и всего необходимого для того, чтобы выдержать осаду. Тогда Харальд пошёл на хитрость: он велел своим птицеловам ловить птичек, которые вьют гнезда в городе и вылетают днём в лес в поисках пищи. Харальд приказал привязать к птичьим спинкам сосновые стружки, смазанные воском и серой, и поджечь их.
Оригинальный текст (др.-исл.)Settisk hann um borgina, því at þar váru sterkir veggir, svá at honum þótti ósýnt, at brjóta myndi mega. Borgarmenn hǫfðu vist gnóga ok ǫnnur fǫng, þau er þeir þurftu til varnar. Þá leitaði Haraldr þess ráðs, at fyglarar hans tóku smáfugla, þá er hreiðruðusk í borginni ok flugu á skóg um daga at taka sér mat. Haraldr lét binda á bak fuglunum lokarspánu af tyrvitré ok steypði vaxi ok brennusteini ok lét slá eldi í.
— Снорри Стурлусон. «Круг Земной»: Сага о Харальде Суровом
Однако остаётся неясным место зарождения данной легенды и была ли она заимствована русскими летописцами из скандинавских преданий, или же наоборот — составители скандинавских саг вдохновлялись сюжетами из славянских летописаний. М. Н. Тихомиров отмечал, что поведение княгини Ольги, изложенное в Повести временных лет, ничем не отличается от поведения варварских королев эпохи Меровингов в летописях франков.
Также высказываются предположения, что фольклорный сюжет о тройной мести (перед походом на Искоростень) является реминисценцией славянских языческих обрядов человеческих жертвоприношений, приносимых перед битвой и всё описание наполнено глубоким языческим символизмом.
По мнению О. В. Творогова, три мести Ольги, взятые в совокупности, «отражают элементы языческого похоронного обряда»: ношение покойника в лодке, сожжение, тризна с человеческими жертвоприношениями.
Исследователи также обращают внимание на схожесть летописного рассказа о мести с сюжетом народных сказок. Ольга загадывает древлянским сватам загадки и подвергает их испытаниям, как и царевна-невеста из русских сказок испытывает своего жениха. И, так же как и в сказках, может покарать последнего за неправильный ответ (к примеру, мотив закапывания жениха живьём присутствует в былинах о Михайло Потоке). По словам советского фольклориста В. Я. Проппа, «иногда царевна изображена богатыркой, воительницей, она искусна в стрельбе и беге, ездит на коне, и вражда к жениху может принять формы открытого состязания с героем». По утверждению исследовательницы М. Н. Виролайнен, Ольга в летописи «совершает те шаги, которые и должна совершать определённого рода героиня в определённого рода условиях».
Также у историков вызывает вопросы столь подробное описание монастырскими летописцами несовместимых с христианской моралью жестокостей, совершаемых одной из первой христианок на Руси. Некоторые исследователи видят в этом дань памяти раннеславянскому обычаю кровной мести. По словам С. М. Соловьёва, летописец включил в повествование эпизод с местью, руководствуясь этическими причинами:

При тогдашней неразвитости общественных отношений месть за родича была подвигом по преимуществу: вот почему рассказ о таком подвиге возбуждал всеобщее живое внимание и потому так свежо и украшенно сохранился в памяти народной.
— С. М. Соловьёв. История России с древнейших времён
Обращает внимание и то, что именно за удачливую процедуру мести летописец называет Ольгу «мудрѣйши всих человѣкъ» («мудрейшей из всех людей»). Другие историки прослеживают в подобном описании противопоставление жестокого языческого и милосердного христианского поведения, отмечая, что подобным же приёмом летописец воспользовался при описании греховной жизни Владимира Святого до его крещения. Таким образом летописец проводит мысль о том, что чем тяжелее грех, тем выше подвиг добровольного преодоления его. Следует также сказать, что в позднейшее время русскими книжниками была предпринята попытка объяснить древлянскую месть уже с точки зрения христианской морали. Так, в «Житии святой Ольги» XVI века её поступок прославляется как образец целомудрия и верности усопшему мужу, автор уподобляет Ольгу «горлици единомужней». Однако уже во времена Ивана Грозного поступки Ольги были переосмыслены как наказание государеубийцам, ослушавшимся верховной власти. В Степенной книге это передано следующими словами: «Того ради да примут месть, чтобы прекратилась дерзость в Русской земле помышляющих злое на самодержавных, да и прочие не навыкнут убивать государствующих ими в Руси, но со страхом да повинуются величию царствия Руския державы начальникам».

## Образ мести в популярной культуре
Образ Ольги и её мести вдохновили Н. С. Гумилёва на стихотворение, где есть, в частности, строки, описывающие вторую месть: «Ольга, Ольга! — вопили древляне // С волосами жёлтыми, как мёд // Выцарапывая в раскаленной бане // Окровавленными ногтями ход». Стихотворение было позже положено на музыку Натальей О’Шей.